# Lignes de bus ETUSA de 700 à 799
Cette page est une annexe de l'article « Lignes de bus ETUSA ».
Les lignes de bus ETUSA de 700 à 799 constituent une série de lignes que l'Entreprise de transport urbain et suburbain d'Alger exploite à Alger et dans sa banlieue.

## Lignes 700 à 799

### Lignes 700 à 709
| Ligne | Caractéristiques | Caractéristiques          | Caractéristiques          | Caractéristiques          | Caractéristiques          | Caractéristiques          | Caractéristiques                         | Caractéristiques          | Caractéristiques          |
| 700   | 700 | 700                       | 700                       | 700                       | 700                       | 700                       | 700                                      | 700                       | 700                       |
| 700   | El Harrach ⥋ Dar El Beïda | El Harrach ⥋ Dar El Beïda | El Harrach ⥋ Dar El Beïda | El Harrach ⥋ Dar El Beïda | El Harrach ⥋ Dar El Beïda | El Harrach ⥋ Dar El Beïda | El Harrach ⥋ Dar El Beïda                | El Harrach ⥋ Dar El Beïda | El Harrach ⥋ Dar El Beïda |
| ----- | --- | ------------------------- | ------------------------- | ------------------------- | ------------------------- | ------------------------- | ---------------------------------------- | ------------------------- | ------------------------- |
| 700   | Ouverture / Fermeture — / — | Longueur —                | Durée —                   | Nb. d’arrêts —            | Matériel —                | Jours de fonctionnement — | Jour / Soir / Nuit / Fêtes — / — / — / — | Voy. / an —               | Dépôt —                   |
| 700   | Desserte : - Villes et lieux desservis : El Harrach • Dar El Beïda. - Stations et gares desservies : El Harrach Centre.                                                   |                           |                           |                           |                           |                           |                                          |                           |                           |
| 700   | Autre : - Amplitudes horaires : - Date de dernière mise à jour : |                           |                           |                           |                           |                           |                                          |                           |                           |
| 700   | Dernière actualisation : — |                           |                           |                           |                           |                           |                                          |                           |                           |
| 701   | 701 | 701                       | 701                       | 701                       | 701                       | 701                       | 701                                      | 701                       | 701                       |
| 701   | Zéralda ⥋ Bouzaréah - Chevalley |                           |                           |                           |                           |                           |                                          |                           |                           |
| 701   | Ouverture / Fermeture — / — | Longueur —                | Durée —                   | Nb. d’arrêts —            | Matériel —                | Jours de fonctionnement — | Jour / Soir / Nuit / Fêtes — / — / — / — | Voy. / an —               | Dépôt —                   |
| 701   | Desserte : - Villes et lieux desservis : Zéralda • Staoueli • Chéraga (Bouchaoui) • Beni Messous • Dely Ibrahim • Bouzaréah (Chevalley). - Stations et gares desservies : |                           |                           |                           |                           |                           |                                          |                           |                           |
| 701   | Autre : - Amplitudes horaires : - Date de dernière mise à jour : 24 mars 2022.                                                                                            |                           |                           |                           |                           |                           |                                          |                           |                           |
| 701   | Dernière actualisation : — |                           |                           |                           |                           |                           |                                          |                           |                           |
| 702   | 702 | 702                       | 702                       | 702                       | 702                       | 702                       | 702                                      | 702                       | 702                       |
| 702   | Chéraga ⥋ Zéralda - El Karia |                           |                           |                           |                           |                           |                                          |                           |                           |
| 702   | Ouverture / Fermeture — / — | Longueur —                | Durée —                   | Nb. d’arrêts —            | Matériel —                | Jours de fonctionnement — | Jour / Soir / Nuit / Fêtes — / — / — / — | Voy. / an —               | Dépôt —                   |
| 702   | Desserte : - Villes et lieux desservis : Chéraga • Zéralda. - Stations et gares desservies :                                                                              |                           |                           |                           |                           |                           |                                          |                           |                           |
| 702   | Autre : - Amplitudes horaires : - Date de dernière mise à jour : |                           |                           |                           |                           |                           |                                          |                           |                           |
| 702   | Dernière actualisation : — |                           |                           |                           |                           |                           |                                          |                           |                           |
| 707   | 707 | 707                       | 707                       | 707                       | 707                       | 707                       | 707                                      | 707                       | 707                       |
| 707   | Bouzaréah - Chevalley ⥋ Aïn Benian - Plateau |                           |                           |                           |                           |                           |                                          |                           |                           |
| 707   | Ouverture / Fermeture — / — | Longueur —                | Durée —                   | Nb. d’arrêts —            | Matériel —                | Jours de fonctionnement — | Jour / Soir / Nuit / Fêtes — / — / — / — | Voy. / an —               | Dépôt —                   |
| 707   | Desserte : - Villes et lieux desservis : Bouzaréah (Chevalley) • Dely Ibrahim • Beni Messous • Chéraga • Aïn Benian. - Stations et gares desservies :                     |                           |                           |                           |                           |                           |                                          |                           |                           |
| 707   | Autre : - Amplitudes horaires : - Date de dernière mise à jour : 24 mars 2022.                                                                                            |                           |                           |                           |                           |                           |                                          |                           |                           |
| 707   | Dernière actualisation : — |                           |                           |                           |                           |                           |                                          |                           |                           |
| 709   | 709 | 709                       | 709                       | 709                       | 709                       | 709                       | 709                                      | 709                       | 709                       |
| 709   | Bouzaréah - Chevalley ⥋ Aïn Benian - Cité Belle Vue |                           |                           |                           |                           |                           |                                          |                           |                           |
| 709   | Ouverture / Fermeture — / — | Longueur —                | Durée —                   | Nb. d’arrêts —            | Matériel —                | Jours de fonctionnement — | Jour / Soir / Nuit / Fêtes — / — / — / — | Voy. / an —               | Dépôt —                   |
| 709   | Desserte : - Villes et lieux desservis : Bouzaréah (Chevalley) • Dely Ibrahim • Beni Messous • Chéraga • Aïn Benian. - Stations et gares desservies :                     |                           |                           |                           |                           |                           |                                          |                           |                           |
| 709   | Autre : - Amplitudes horaires : - Date de dernière mise à jour : 24 mars 2022.                                                                                            |                           |                           |                           |                           |                           |                                          |                           |                           |
| 709   | Dernière actualisation : — |                           |                           |                           |                           |                           |                                          |                           |                           |

### Lignes 710 à 719
| Ligne | Caractéristiques | Caractéristiques | Caractéristiques | Caractéristiques | Caractéristiques | Caractéristiques          | Caractéristiques                         | Caractéristiques | Caractéristiques |
| 712   | 712 | 712              | 712              | 712              | 712              | 712                       | 712                                      | 712              | 712              |
| 712   | Zéralda ⥋ Douera | Zéralda ⥋ Douera | Zéralda ⥋ Douera | Zéralda ⥋ Douera | Zéralda ⥋ Douera | Zéralda ⥋ Douera          | Zéralda ⥋ Douera                         | Zéralda ⥋ Douera | Zéralda ⥋ Douera |
| ----- | --- | ---------------- | ---------------- | ---------------- | ---------------- | ------------------------- | ---------------------------------------- | ---------------- | ---------------- |
| 712   | Ouverture / Fermeture — / — | Longueur —       | Durée —          | Nb. d’arrêts —   | Matériel —       | Jours de fonctionnement — | Jour / Soir / Nuit / Fêtes — / — / — / — | Voy. / an —      | Dépôt —          |
| 712   | Desserte : - Villes et lieux desservis : Zéralda • Staoueli • Ouled Fayet • Douera. - Stations et gares desservies : |                  |                  |                  |                  |                           |                                          |                  |                  |
| 712   | Autre : - Amplitudes horaires : - Date de dernière mise à jour : 24 mars 2022. |                  |                  |                  |                  |                           |                                          |                  |                  |
| 712   | Dernière actualisation : — |                  |                  |                  |                  |                           |                                          |                  |                  |
| 716   | 716 | 716              | 716              | 716              | 716              | 716                       | 716                                      | 716              | 716              |
| 716   | Douera - Cité Abziou 2 ⥋ Alger-Centre - Station 2 Mai |                  |                  |                  |                  |                           |                                          |                  |                  |
| 716   | Ouverture / Fermeture — / — | Longueur —       | Durée —          | Nb. d’arrêts —   | Matériel —       | Jours de fonctionnement — | Jour / Soir / Nuit / Fêtes — / — / — / — | Voy. / an —      | Dépôt —          |
| 716   | Desserte : - Villes et lieux desservis : Douera (Cité Abziou 2) • Ouled Fayet • Ben Aknoun • Bir Mourad Raïs •Sidi M'Hamed • Alger-Centre (Station 2 Mai). Zéralda, Staoueli, . - Stations et gares desservies : Gare des Ateliers. |                  |                  |                  |                  |                           |                                          |                  |                  |
| 716   | Autre : - Amplitudes horaires : - Date de dernière mise à jour : 24 mars 2022. |                  |                  |                  |                  |                           |                                          |                  |                  |
| 716   | Dernière actualisation : — |                  |                  |                  |                  |                           |                                          |                  |                  |
| 717   | 717 | 717              | 717              | 717              | 717              | 717                       | 717                                      | 717              | 717              |
| 717   | Douera - Cité Abziou 1 ⥋ Birtouta |                  |                  |                  |                  |                           |                                          |                  |                  |
| 717   | Ouverture / Fermeture — / — | Longueur —       | Durée —          | Nb. d’arrêts —   | Matériel —       | Jours de fonctionnement — | Jour / Soir / Nuit / Fêtes — / — / — / — | Voy. / an —      | Dépôt —          |
| 717   | Desserte : - Villes et lieux desservis : Douera (Cité Abziou) • Tessala El Merdja • Birtouta • Ouled Chebel. - Stations et gares desservies : Gare de Birtouta.                                                                     |                  |                  |                  |                  |                           |                                          |                  |                  |
| 717   | Autre : - Amplitudes horaires : - Date de dernière mise à jour : 24 mars 2022. |                  |                  |                  |                  |                           |                                          |                  |                  |
| 717   | Dernière actualisation : — |                  |                  |                  |                  |                           |                                          |                  |                  |
| 719   | 719 | 719              | 719              | 719              | 719              | 719                       | 719                                      | 719              | 719              |
| 719   | Douera - Cité Abziou 1 ⥋ El Harrach |                  |                  |                  |                  |                           |                                          |                  |                  |
| 719   | Ouverture / Fermeture — / — | Longueur —       | Durée —          | Nb. d’arrêts —   | Matériel —       | Jours de fonctionnement — | Jour / Soir / Nuit / Fêtes — / — / — / — | Voy. / an —      | Dépôt —          |
| 719   | Desserte : - Villes et lieux desservis : Douera (Cité Abziou) • Saoula • Baraki • Bourouba • El Harrach. - Stations et gares desservies : El Harrach Centre.                                                                        |                  |                  |                  |                  |                           |                                          |                  |                  |
| 719   | Autre : - Amplitudes horaires : - Date de dernière mise à jour : 24 mars 2022. |                  |                  |                  |                  |                           |                                          |                  |                  |
| 719   | Dernière actualisation : — |                  |                  |                  |                  |                           |                                          |                  |                  |

### Lignes 720 à 729
| Ligne | Caractéristiques | Caractéristiques                                                   | Caractéristiques                                                   | Caractéristiques                                                   | Caractéristiques                                                   | Caractéristiques                                                   | Caractéristiques                                                   | Caractéristiques                                                   | Caractéristiques                                                   |
| 722   | 722 | 722                                                                | 722                                                                | 722                                                                | 722                                                                | 722                                                                | 722                                                                | 722                                                                | 722                                                                |
| 722   | Ben Aknoun ⥋ Ouled Fayet - Les Grands Vents - Cité Mohamed Maouche                                                                                          | Ben Aknoun ⥋ Ouled Fayet - Les Grands Vents - Cité Mohamed Maouche | Ben Aknoun ⥋ Ouled Fayet - Les Grands Vents - Cité Mohamed Maouche | Ben Aknoun ⥋ Ouled Fayet - Les Grands Vents - Cité Mohamed Maouche | Ben Aknoun ⥋ Ouled Fayet - Les Grands Vents - Cité Mohamed Maouche | Ben Aknoun ⥋ Ouled Fayet - Les Grands Vents - Cité Mohamed Maouche | Ben Aknoun ⥋ Ouled Fayet - Les Grands Vents - Cité Mohamed Maouche | Ben Aknoun ⥋ Ouled Fayet - Les Grands Vents - Cité Mohamed Maouche | Ben Aknoun ⥋ Ouled Fayet - Les Grands Vents - Cité Mohamed Maouche |
| ----- | --- | ------------------------------------------------------------------ | ------------------------------------------------------------------ | ------------------------------------------------------------------ | ------------------------------------------------------------------ | ------------------------------------------------------------------ | ------------------------------------------------------------------ | ------------------------------------------------------------------ | ------------------------------------------------------------------ |
| 722   | Ouverture / Fermeture — / — | Longueur —                                                         | Durée —                                                            | Nb. d’arrêts —                                                     | Matériel —                                                         | Jours de fonctionnement —                                          | Jour / Soir / Nuit / Fêtes — / — / — / —                           | Voy. / an —                                                        | Dépôt —                                                            |
| 722   | Desserte : - Villes et lieux desservis : Ben Aknoun • Dely Ibrahim • Ouled Fayet (Les Grands Vents, Cité Mohamed Maouche). - Stations et gares desservies : |                                                                    |                                                                    |                                                                    |                                                                    |                                                                    |                                                                    |                                                                    |                                                                    |
| 722   | Autre : - Amplitudes horaires : - Date de dernière mise à jour : 24 mars 2022.                                                                              |                                                                    |                                                                    |                                                                    |                                                                    |                                                                    |                                                                    |                                                                    |                                                                    |
| 722   | Dernière actualisation : — |                                                                    |                                                                    |                                                                    |                                                                    |                                                                    |                                                                    |                                                                    |                                                                    |
| 723   | 723 | 723                                                                | 723                                                                | 723                                                                | 723                                                                | 723                                                                | 723                                                                | 723                                                                | 723                                                                |
| 723   | Ben Aknoun ⥋ Bouzaréah - Chevalley |                                                                    |                                                                    |                                                                    |                                                                    |                                                                    |                                                                    |                                                                    |                                                                    |
| 723   | Ouverture / Fermeture — / — | Longueur —                                                         | Durée —                                                            | Nb. d’arrêts —                                                     | Matériel —                                                         | Jours de fonctionnement —                                          | Jour / Soir / Nuit / Fêtes — / — / — / —                           | Voy. / an —                                                        | Dépôt —                                                            |
| 723   | Desserte : - Villes et lieux desservis : Ben Aknoun • Dely Ibrahim • Bouzaréah (Chevalley). - Stations et gares desservies :                                |                                                                    |                                                                    |                                                                    |                                                                    |                                                                    |                                                                    |                                                                    |                                                                    |
| 723   | Autre : - Amplitudes horaires : - Date de dernière mise à jour : 24 mars 2022.                                                                              |                                                                    |                                                                    |                                                                    |                                                                    |                                                                    |                                                                    |                                                                    |                                                                    |
| 723   | Dernière actualisation : — |                                                                    |                                                                    |                                                                    |                                                                    |                                                                    |                                                                    |                                                                    |                                                                    |
| 725   | 725 | 725                                                                | 725                                                                | 725                                                                | 725                                                                | 725                                                                | 725                                                                | 725                                                                | 725                                                                |
| 725   | Ben Aknoun ⥋ Baba Hassen - Cité AADL |                                                                    |                                                                    |                                                                    |                                                                    |                                                                    |                                                                    |                                                                    |                                                                    |
| 725   | Ouverture / Fermeture — / — | Longueur —                                                         | Durée —                                                            | Nb. d’arrêts —                                                     | Matériel —                                                         | Jours de fonctionnement —                                          | Jour / Soir / Nuit / Fêtes — / — / — / —                           | Voy. / an —                                                        | Dépôt —                                                            |
| 725   | Desserte : - Villes et lieux desservis : Ben Aknoun • Dely Ibrahim • El Achour • Draria • Baba Hassen (Cité AADL). - Stations et gares desservies :         |                                                                    |                                                                    |                                                                    |                                                                    |                                                                    |                                                                    |                                                                    |                                                                    |
| 725   | Autre : - Amplitudes horaires : - Date de dernière mise à jour : 24 mars 2022.                                                                              |                                                                    |                                                                    |                                                                    |                                                                    |                                                                    |                                                                    |                                                                    |                                                                    |
| 725   | Dernière actualisation : — |                                                                    |                                                                    |                                                                    |                                                                    |                                                                    |                                                                    |                                                                    |                                                                    |
| 726   | 726 | 726                                                                | 726                                                                | 726                                                                | 726                                                                | 726                                                                | 726                                                                | 726                                                                | 726                                                                |
| 726   | Ben Aknoun ⥋ Bir Mourad Raïs - Saïd Hamdine |                                                                    |                                                                    |                                                                    |                                                                    |                                                                    |                                                                    |                                                                    |                                                                    |
| 726   | Ouverture / Fermeture — / — | Longueur —                                                         | Durée —                                                            | Nb. d’arrêts —                                                     | Matériel —                                                         | Jours de fonctionnement —                                          | Jour / Soir / Nuit / Fêtes — / — / — / —                           | Voy. / an —                                                        | Dépôt —                                                            |
| 726   | Desserte : - Villes et lieux desservis : Ben Aknoun • Bir Mourad Raïs (Saïd Hamdine). - Stations et gares desservies :                                      |                                                                    |                                                                    |                                                                    |                                                                    |                                                                    |                                                                    |                                                                    |                                                                    |
| 726   | Autre : - Amplitudes horaires : - Date de dernière mise à jour : 24 mars 2022.                                                                              |                                                                    |                                                                    |                                                                    |                                                                    |                                                                    |                                                                    |                                                                    |                                                                    |
| 726   | Dernière actualisation : — |                                                                    |                                                                    |                                                                    |                                                                    |                                                                    |                                                                    |                                                                    |                                                                    |
| 728   | 728 | 728                                                                | 728                                                                | 728                                                                | 728                                                                | 728                                                                | 728                                                                | 728                                                                | 728                                                                |
| 728   | Ben Aknoun ⥋ Saoula - Seballa - Cité 1600 logements |                                                                    |                                                                    |                                                                    |                                                                    |                                                                    |                                                                    |                                                                    |                                                                    |
| 728   | Ouverture / Fermeture — / — | Longueur —                                                         | Durée —                                                            | Nb. d’arrêts —                                                     | Matériel —                                                         | Jours de fonctionnement —                                          | Jour / Soir / Nuit / Fêtes — / — / — / —                           | Voy. / an —                                                        | Dépôt —                                                            |
| 728   | Desserte : - Villes et lieux desservis : Ben Aknoun • Saoula (Seballa, Cité 1600 logements). - Stations et gares desservies :                               |                                                                    |                                                                    |                                                                    |                                                                    |                                                                    |                                                                    |                                                                    |                                                                    |
| 728   | Autre : - Amplitudes horaires : - Date de dernière mise à jour : 24 mars 2022.                                                                              |                                                                    |                                                                    |                                                                    |                                                                    |                                                                    |                                                                    |                                                                    |                                                                    |
| 728   | Dernière actualisation : — |                                                                    |                                                                    |                                                                    |                                                                    |                                                                    |                                                                    |                                                                    |                                                                    |
| 729   | 729 | 729                                                                | 729                                                                | 729                                                                | 729                                                                | 729                                                                | 729                                                                | 729                                                                | 729                                                                |
| 729   | Ben Aknoun ⥋ Rahmania - Cité 400 logements |                                                                    |                                                                    |                                                                    |                                                                    |                                                                    |                                                                    |                                                                    |                                                                    |
| 729   | Ouverture / Fermeture — / — | Longueur —                                                         | Durée —                                                            | Nb. d’arrêts —                                                     | Matériel —                                                         | Jours de fonctionnement —                                          | Jour / Soir / Nuit / Fêtes — / — / — / —                           | Voy. / an —                                                        | Dépôt —                                                            |
| 729   | Desserte : - Villes et lieux desservis : Ben Aknoun • Rahmania (Cité 400 logements). - Stations et gares desservies :                                       |                                                                    |                                                                    |                                                                    |                                                                    |                                                                    |                                                                    |                                                                    |                                                                    |
| 729   | Autre : - Amplitudes horaires : - Date de dernière mise à jour : 24 mars 2022.                                                                              |                                                                    |                                                                    |                                                                    |                                                                    |                                                                    |                                                                    |                                                                    |                                                                    |
| 729   | Dernière actualisation : — |                                                                    |                                                                    |                                                                    |                                                                    |                                                                    |                                                                    |                                                                    |                                                                    |

### Lignes 730 à 739
| Ligne | Caractéristiques | Caractéristiques                     | Caractéristiques                     | Caractéristiques                     | Caractéristiques                     | Caractéristiques                     | Caractéristiques                         | Caractéristiques                     | Caractéristiques                     |
| 730   | 730 | 730                                  | 730                                  | 730                                  | 730                                  | 730                                  | 730                                      | 730                                  | 730                                  |
| 730   | Ben Aknoun ⥋ Mahelma - Sidi Abdellah | Ben Aknoun ⥋ Mahelma - Sidi Abdellah | Ben Aknoun ⥋ Mahelma - Sidi Abdellah | Ben Aknoun ⥋ Mahelma - Sidi Abdellah | Ben Aknoun ⥋ Mahelma - Sidi Abdellah | Ben Aknoun ⥋ Mahelma - Sidi Abdellah | Ben Aknoun ⥋ Mahelma - Sidi Abdellah     | Ben Aknoun ⥋ Mahelma - Sidi Abdellah | Ben Aknoun ⥋ Mahelma - Sidi Abdellah |
| ----- | --- | ------------------------------------ | ------------------------------------ | ------------------------------------ | ------------------------------------ | ------------------------------------ | ---------------------------------------- | ------------------------------------ | ------------------------------------ |
| 730   | Ouverture / Fermeture — / — | Longueur —                           | Durée —                              | Nb. d’arrêts —                       | Matériel —                           | Jours de fonctionnement —            | Jour / Soir / Nuit / Fêtes — / — / — / — | Voy. / an —                          | Dépôt —                              |
| 730   | Desserte : - Villes et lieux desservis : Ben Aknoun • Ouled Fayet • Tessala El Merdja • Douera • Mahelma (Sidi Abdellah). - Stations et gares desservies :                                                                                      |                                      |                                      |                                      |                                      |                                      |                                          |                                      |                                      |
| 730   | Autre : - Amplitudes horaires : - Date de dernière mise à jour : 26 mars 2022. |                                      |                                      |                                      |                                      |                                      |                                          |                                      |                                      |
| 730   | Dernière actualisation : — |                                      |                                      |                                      |                                      |                                      |                                          |                                      |                                      |
| 731   | 731 | 731                                  | 731                                  | 731                                  | 731                                  | 731                                  | 731                                      | 731                                  | 731                                  |
| 731   | Mahelma - Sidi Abdellah ⥋ Bouzaréah - Chevalley |                                      |                                      |                                      |                                      |                                      |                                          |                                      |                                      |
| 731   | Ouverture / Fermeture — / — | Longueur —                           | Durée —                              | Nb. d’arrêts —                       | Matériel —                           | Jours de fonctionnement —            | Jour / Soir / Nuit / Fêtes — / — / — / — | Voy. / an —                          | Dépôt —                              |
| 731   | Desserte : - Villes et lieux desservis : Mahelma (Sidi Abdellah) • Zéralda • Dely Ibrahim • El Achour • Beni Messous • Bouzaréah (Chevalley). - Stations et gares desservies :                                                                  |                                      |                                      |                                      |                                      |                                      |                                          |                                      |                                      |
| 731   | Autre : - Amplitudes horaires : - Date de dernière mise à jour : 26 mars 2022. |                                      |                                      |                                      |                                      |                                      |                                          |                                      |                                      |
| 731   | Dernière actualisation : — |                                      |                                      |                                      |                                      |                                      |                                          |                                      |                                      |
| 732   | 732 | 732                                  | 732                                  | 732                                  | 732                                  | 732                                  | 732                                      | 732                                  | 732                                  |
| 732   | Mahelma - Sidi Abdellah ⥋ Alger-Centre - Station 2 Mai |                                      |                                      |                                      |                                      |                                      |                                          |                                      |                                      |
| 732   | Ouverture / Fermeture — / — | Longueur —                           | Durée —                              | Nb. d’arrêts —                       | Matériel —                           | Jours de fonctionnement —            | Jour / Soir / Nuit / Fêtes — / — / — / — | Voy. / an —                          | Dépôt —                              |
| 732   | Desserte : - Villes et lieux desservis : Mahelma (Sidi Abdellah) • Zéralda • Ben Aknoun • Bir Mourad Raïs • Kouba • Hussein Dey • Belouizdad • Sidi M'Hamed • Alger-Centre (Station 2 Mai). - Stations et gares desservies : Gare des Ateliers. |                                      |                                      |                                      |                                      |                                      |                                          |                                      |                                      |
| 732   | Autre : - Amplitudes horaires : - Date de dernière mise à jour : 26 mars 2022. |                                      |                                      |                                      |                                      |                                      |                                          |                                      |                                      |
| 732   | Dernière actualisation : — |                                      |                                      |                                      |                                      |                                      |                                          |                                      |                                      |
| 735   | 735 | 735                                  | 735                                  | 735                                  | 735                                  | 735                                  | 735                                      | 735                                  | 735                                  |
| 735   | Ben Aknoun ⥋ Birkhadem |                                      |                                      |                                      |                                      |                                      |                                          |                                      |                                      |
| 735   | Ouverture / Fermeture — / — | Longueur —                           | Durée —                              | Nb. d’arrêts —                       | Matériel —                           | Jours de fonctionnement —            | Jour / Soir / Nuit / Fêtes — / — / — / — | Voy. / an —                          | Dépôt —                              |
| 735   | Desserte : - Villes et lieux desservis : Ben Aknoun • Birkhadem. - Stations et gares desservies : |                                      |                                      |                                      |                                      |                                      |                                          |                                      |                                      |
| 735   | Autre : - Amplitudes horaires : - Date de dernière mise à jour : |                                      |                                      |                                      |                                      |                                      |                                          |                                      |                                      |
| 735   | Dernière actualisation : — |                                      |                                      |                                      |                                      |                                      |                                          |                                      |                                      |
| 736   | 736 | 736                                  | 736                                  | 736                                  | 736                                  | 736                                  | 736                                      | 736                                  | 736                                  |
| 736   | Ouled Fayet ⥋ Alger-Centre - Station 2 Mai |                                      |                                      |                                      |                                      |                                      |                                          |                                      |                                      |
| 736   | Ouverture / Fermeture — / — | Longueur —                           | Durée —                              | Nb. d’arrêts —                       | Matériel —                           | Jours de fonctionnement —            | Jour / Soir / Nuit / Fêtes — / — / — / — | Voy. / an —                          | Dépôt —                              |
| 736   | Desserte : - Villes et lieux desservis : Ouled Fayet • Dely Ibrahim • Ben Aknoun • Bir Mourad Raïs • Kouba • Hussein Dey • Belouizdad • Sidi M'Hamed • Alger-Centre (Station 2 Mai). - Stations et gares desservies : Gare des Ateliers.        |                                      |                                      |                                      |                                      |                                      |                                          |                                      |                                      |
| 736   | Autre : - Amplitudes horaires : - Date de dernière mise à jour : 26 mars 2022. |                                      |                                      |                                      |                                      |                                      |                                          |                                      |                                      |
| 736   | Dernière actualisation : — |                                      |                                      |                                      |                                      |                                      |                                          |                                      |                                      |

### Lignes 740 à 749
| Ligne | Caractéristiques | Caractéristiques   | Caractéristiques   | Caractéristiques   | Caractéristiques   | Caractéristiques          | Caractéristiques                         | Caractéristiques   | Caractéristiques   |
| 741   | 741 | 741                | 741                | 741                | 741                | 741                       | 741                                      | 741                | 741                |
| 741   | Zéralda ⥋ Rahmania | Zéralda ⥋ Rahmania | Zéralda ⥋ Rahmania | Zéralda ⥋ Rahmania | Zéralda ⥋ Rahmania | Zéralda ⥋ Rahmania        | Zéralda ⥋ Rahmania                       | Zéralda ⥋ Rahmania | Zéralda ⥋ Rahmania |
| ----- | --- | ------------------ | ------------------ | ------------------ | ------------------ | ------------------------- | ---------------------------------------- | ------------------ | ------------------ |
| 741   | Ouverture / Fermeture — / — | Longueur —         | Durée —            | Nb. d’arrêts —     | Matériel —         | Jours de fonctionnement — | Jour / Soir / Nuit / Fêtes — / — / — / — | Voy. / an —        | Dépôt —            |
| 741   | Desserte : - Villes et lieux desservis : Zéralda • Mahelma • Rahmania. - Stations et gares desservies : Gare de l'Université de Sidi Abdellah.                                                          |                    |                    |                    |                    |                           |                                          |                    |                    |
| 741   | Autre : - Amplitudes horaires : - Date de dernière mise à jour : 1er avril 2022. |                    |                    |                    |                    |                           |                                          |                    |                    |
| 741   | Dernière actualisation : — |                    |                    |                    |                    |                           |                                          |                    |                    |
| 742   | 742 | 742                | 742                | 742                | 742                | 742                       | 742                                      | 742                | 742                |
| 742   | Zéralda ⥋ Mahelma - Zaâtria |                    |                    |                    |                    |                           |                                          |                    |                    |
| 742   | Ouverture / Fermeture — / — | Longueur —         | Durée —            | Nb. d’arrêts —     | Matériel —         | Jours de fonctionnement — | Jour / Soir / Nuit / Fêtes — / — / — / — | Voy. / an —        | Dépôt —            |
| 742   | Desserte : - Villes et lieux desservis : Zéralda • Mahelma (Zaâtria). - Stations et gares desservies : Gare de l'Université de Sidi Abdellah.                                                           |                    |                    |                    |                    |                           |                                          |                    |                    |
| 742   | Autre : - Amplitudes horaires : - Date de dernière mise à jour : 1er avril 2022. |                    |                    |                    |                    |                           |                                          |                    |                    |
| 742   | Dernière actualisation : — |                    |                    |                    |                    |                           |                                          |                    |                    |
| 743   | 743 | 743                | 743                | 743                | 743                | 743                       | 743                                      | 743                | 743                |
| 743   | Zéralda ⥋ Ben Aknoun |                    |                    |                    |                    |                           |                                          |                    |                    |
| 743   | Ouverture / Fermeture — / — | Longueur —         | Durée —            | Nb. d’arrêts —     | Matériel —         | Jours de fonctionnement — | Jour / Soir / Nuit / Fêtes — / — / — / — | Voy. / an —        | Dépôt —            |
| 743   | Desserte : - Villes et lieux desservis : Zéralda • Chéraga • Dely Ibrahim • Ben Aknoun. - Stations et gares desservies :                                                                                |                    |                    |                    |                    |                           |                                          |                    |                    |
| 743   | Autre : - Amplitudes horaires : - Date de dernière mise à jour : 1er avril 2022. |                    |                    |                    |                    |                           |                                          |                    |                    |
| 743   | Dernière actualisation : — |                    |                    |                    |                    |                           |                                          |                    |                    |
| 744   | 744 | 744                | 744                | 744                | 744                | 744                       | 744                                      | 744                | 744                |
| 744   | Zéralda ⥋ Staoueli |                    |                    |                    |                    |                           |                                          |                    |                    |
| 744   | Ouverture / Fermeture — / — | Longueur —         | Durée —            | Nb. d’arrêts —     | Matériel —         | Jours de fonctionnement — | Jour / Soir / Nuit / Fêtes — / — / — / — | Voy. / an —        | Dépôt —            |
| 744   | Desserte : - Villes et lieux desservis : Zéralda • Staoueli. - Stations et gares desservies : |                    |                    |                    |                    |                           |                                          |                    |                    |
| 744   | Autre : - Amplitudes horaires : - Date de dernière mise à jour : 1er avril 2022. |                    |                    |                    |                    |                           |                                          |                    |                    |
| 744   | Dernière actualisation : — |                    |                    |                    |                    |                           |                                          |                    |                    |
| 745   | 745 | 745                | 745                | 745                | 745                | 745                       | 745                                      | 745                | 745                |
| 745   | Zéralda ⥋ Tessala El Merdja |                    |                    |                    |                    |                           |                                          |                    |                    |
| 745   | Ouverture / Fermeture — / — | Longueur —         | Durée —            | Nb. d’arrêts —     | Matériel —         | Jours de fonctionnement — | Jour / Soir / Nuit / Fêtes — / — / — / — | Voy. / an —        | Dépôt —            |
| 745   | Desserte : - Villes et lieux desservis : Zéralda • Mahelma • Rahmania • Douera • Tessala El Merdja. - Stations et gares desservies : Gare de l'Université de Sidi Abdellah • Gare de Tessala El Merdja. |                    |                    |                    |                    |                           |                                          |                    |                    |
| 745   | Autre : - Amplitudes horaires : - Date de dernière mise à jour : 1er avril 2022. |                    |                    |                    |                    |                           |                                          |                    |                    |
| 745   | Dernière actualisation : — |                    |                    |                    |                    |                           |                                          |                    |                    |
| 746   | 746 | 746                | 746                | 746                | 746                | 746                       | 746                                      | 746                | 746                |
| 746   | Zéralda ⥋ Zéralda - Cité En-Najd |                    |                    |                    |                    |                           |                                          |                    |                    |
| 746   | Ouverture / Fermeture — / — | Longueur —         | Durée —            | Nb. d’arrêts —     | Matériel —         | Jours de fonctionnement — | Jour / Soir / Nuit / Fêtes — / — / — / — | Voy. / an —        | Dépôt —            |
| 746   | Desserte : - Villes et lieux desservis : Zéralda (Cité En-Najd). - Stations et gares desservies : Gare de Zéralda.                                                                                      |                    |                    |                    |                    |                           |                                          |                    |                    |
| 746   | Autre : - Amplitudes horaires : - Date de dernière mise à jour : 1er avril 2022. |                    |                    |                    |                    |                           |                                          |                    |                    |
| 746   | Dernière actualisation : — |                    |                    |                    |                    |                           |                                          |                    |                    |

### Lignes 750 à 759
| Ligne | Caractéristiques | Caractéristiques                                                          | Caractéristiques                                                          | Caractéristiques                                                          | Caractéristiques                                                          | Caractéristiques                                                          | Caractéristiques                                                          | Caractéristiques                                                          | Caractéristiques                                                          |
| 750   | 750 | 750                                                                       | 750                                                                       | 750                                                                       | 750                                                                       | 750                                                                       | 750                                                                       | 750                                                                       | 750                                                                       |
| 750   | Mahelma - Sidi Abdellah ⥋ Mahelma - Gare de l'Université de Sidi Abdellah                                                                 | Mahelma - Sidi Abdellah ⥋ Mahelma - Gare de l'Université de Sidi Abdellah | Mahelma - Sidi Abdellah ⥋ Mahelma - Gare de l'Université de Sidi Abdellah | Mahelma - Sidi Abdellah ⥋ Mahelma - Gare de l'Université de Sidi Abdellah | Mahelma - Sidi Abdellah ⥋ Mahelma - Gare de l'Université de Sidi Abdellah | Mahelma - Sidi Abdellah ⥋ Mahelma - Gare de l'Université de Sidi Abdellah | Mahelma - Sidi Abdellah ⥋ Mahelma - Gare de l'Université de Sidi Abdellah | Mahelma - Sidi Abdellah ⥋ Mahelma - Gare de l'Université de Sidi Abdellah | Mahelma - Sidi Abdellah ⥋ Mahelma - Gare de l'Université de Sidi Abdellah |
| ----- | --- | ------------------------------------------------------------------------- | ------------------------------------------------------------------------- | ------------------------------------------------------------------------- | ------------------------------------------------------------------------- | ------------------------------------------------------------------------- | ------------------------------------------------------------------------- | ------------------------------------------------------------------------- | ------------------------------------------------------------------------- |
| 750   | Ouverture / Fermeture — / — | Longueur —                                                                | Durée —                                                                   | Nb. d’arrêts —                                                            | Matériel —                                                                | Jours de fonctionnement —                                                 | Jour / Soir / Nuit / Fêtes — / — / — / —                                  | Voy. / an —                                                               | Dépôt —                                                                   |
| 750   | Desserte : - Villes et lieux desservis : Mahelma (Sidi Abdellah). - Stations et gares desservies : Gare de l'Université de Sidi Abdellah. |                                                                           |                                                                           |                                                                           |                                                                           |                                                                           |                                                                           |                                                                           |                                                                           |
| 750   | Autre : - Amplitudes horaires : - Date de dernière mise à jour : 1er avril 2022.                                                          |                                                                           |                                                                           |                                                                           |                                                                           |                                                                           |                                                                           |                                                                           |                                                                           |
| 750   | Dernière actualisation : — |                                                                           |                                                                           |                                                                           |                                                                           |                                                                           |                                                                           |                                                                           |                                                                           |
| 751   | 751 | 751                                                                       | 751                                                                       | 751                                                                       | 751                                                                       | 751                                                                       | 751                                                                       | 751                                                                       | 751                                                                       |
| 751   | Mahelma - Sidi Bennour ⥋ Mahelma - Sidi Abdellah                                                                                          |                                                                           |                                                                           |                                                                           |                                                                           |                                                                           |                                                                           |                                                                           |                                                                           |
| 751   | Ouverture / Fermeture — / — | Longueur —                                                                | Durée —                                                                   | Nb. d’arrêts —                                                            | Matériel —                                                                | Jours de fonctionnement —                                                 | Jour / Soir / Nuit / Fêtes — / — / — / —                                  | Voy. / an —                                                               | Dépôt —                                                                   |
| 751   | Desserte : - Villes et lieux desservis : Mahelma (Sidi Bennour, Sidi Abdellah). - Stations et gares desservies :                          |                                                                           |                                                                           |                                                                           |                                                                           |                                                                           |                                                                           |                                                                           |                                                                           |
| 751   | Autre : - Amplitudes horaires : - Date de dernière mise à jour : 1er avril 2022.                                                          |                                                                           |                                                                           |                                                                           |                                                                           |                                                                           |                                                                           |                                                                           |                                                                           |
| 751   | Dernière actualisation : — |                                                                           |                                                                           |                                                                           |                                                                           |                                                                           |                                                                           |                                                                           |                                                                           |
| 752   | 752 | 752                                                                       | 752                                                                       | 752                                                                       | 752                                                                       | 752                                                                       | 752                                                                       | 752                                                                       | 752                                                                       |
| 752   | Zéralda - Gare routière ⥋ Zéralda - Station multimodale                                                                                   |                                                                           |                                                                           |                                                                           |                                                                           |                                                                           |                                                                           |                                                                           |                                                                           |
| 752   | Ouverture / Fermeture — / — | Longueur —                                                                | Durée —                                                                   | Nb. d’arrêts —                                                            | Matériel —                                                                | Jours de fonctionnement —                                                 | Jour / Soir / Nuit / Fêtes — / — / — / —                                  | Voy. / an —                                                               | Dépôt —                                                                   |
| 752   | Desserte : - Villes et lieux desservis : Zéralda. - Stations et gares desservies : Gare de Zéralda.                                       |                                                                           |                                                                           |                                                                           |                                                                           |                                                                           |                                                                           |                                                                           |                                                                           |
| 752   | Autre : - Amplitudes horaires : - Date de dernière mise à jour : 1er avril 2022.                                                          |                                                                           |                                                                           |                                                                           |                                                                           |                                                                           |                                                                           |                                                                           |                                                                           |
| 752   | Dernière actualisation : — |                                                                           |                                                                           |                                                                           |                                                                           |                                                                           |                                                                           |                                                                           |                                                                           |

## Provenance des données
Les données sur les numéros de lignes et les trajets de celles-ci proviennent des plans de lignes de l'ETUSA et de l'AOTU-A,.